# Barg
Een barg of borg is een gecastreerd mannetjesvarken (beer). Om varkensvlees van zijn door de consument en voedingsindustrie als onaangenaam ervaren berengeur te ontdoen, worden mannelijke biggen gecastreerd als ze 2 of 3 weken oud zijn.
Het woord barg is verwant aan het Oudhoogduits 'barug' (hoogduits Barch), Oudengels 'bearg', en is vermoedelijk etymologisch verwant met het Proto-Germaanse 'berjan' en het Proto-Indo-Europees *bherH- dat 'slaan of kloppen' betekent; vroeger werden voor castratie de testikels murw geklopt, vandaar ook het woord klophengst.